# Western révisionniste
 (juillet 2018).
Si vous disposez d'ouvrages ou d'articles de référence ou si vous connaissez des sites web de qualité traitant du thème abordé ici, merci de compléter l'article en donnant les références utiles à sa vérifiabilité et en les liant à la section « Notes et références ».

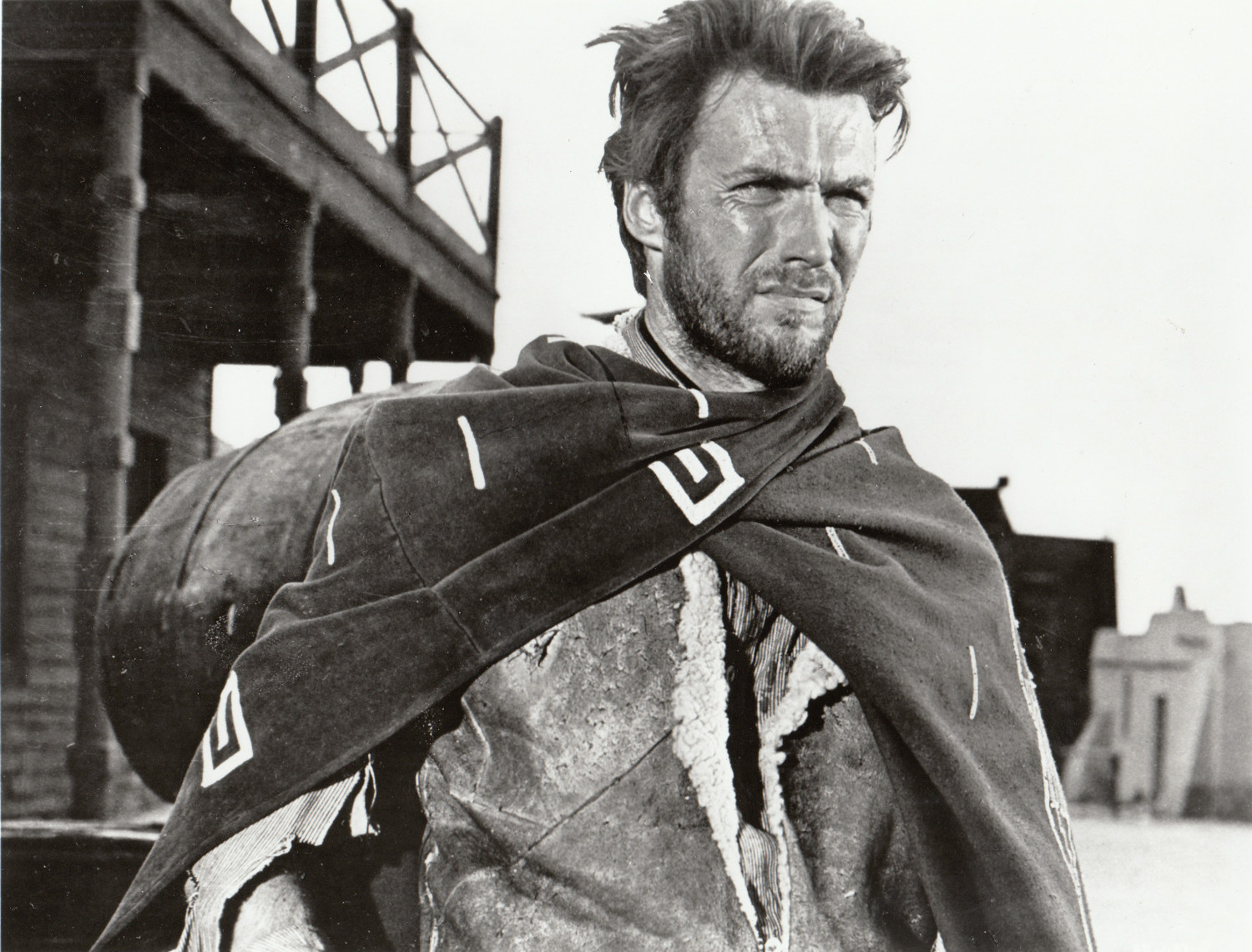
Photographie publicitaire de Clint Eastwood dans le western crépusculaire de Sergio Leone Pour une poignée de dollars.

Le western révisionniste, ou anti-western, est un sous-genre du western apparu dans les années 1950. 
Particulièrement en vogue à partir des années 1950, les thèmes révisionnistes sont devenus habituels dans la plupart des westerns modernes.

## Description
À l'origine, l'anti-western marque une rupture avec le western classique, dont la vision manichéenne et très stéréotypée opposait systématiquement « les bons et les méchants ». L'avènement du western révisionniste va renouveler le genre, en lui rendant une vision plus sombre et nuancée de la Conquête de l'Ouest. Dès lors, les héros deviennent plus ambivalents et n'hésitent plus, par exemple, à enfreindre la loi pour parvenir à leurs fins. On peut citer Jim Douglass dans Bravados qui entreprend en toute bonne conscience une vengeance à l'encontre de quatre fugitifs qu'il croit coupables du meurtre de sa femme. Il découvre, après en avoir tué trois, qu'en se faisant justice lui-même il avait tué des innocents et s'était laissé manipuler par le vrai coupable. Par ailleurs les Amérindiens sont montrés sous un autre angle que celui du « sauvage sanguinaire » et inversement, on commence aussi à dénoncer le massacre des populations amérindiennes.

## Quelques westerns révisionnistes
- L'Étrange incident (1943) de William A. Wellman
- Jeremiah Johnson (1972) de Sydney Pollack
- Buffalo Bill et les Indiens (1976) de Robert Altman
- The Harder They Fall’’ (2021) de Jeymes Samuel